# Omomiłek szary
Omomiłek szary, omomiłek pryszczawka (Cantharis fusca) – owad z rodziny omomiłkowatych szeroko rozprzestrzeniony w całej Europie od terenów nizinnych po górzyste. Dociera tam do wysokości ok. 1000 m n.p.m. Zamieszkuje głównie obrzeża lasów, łąki, ugory i uprawy, gdzie często licznie występuje na kwiatach. Synonim omomiłek brzeżnoplamek pochodzi stąd, że część osobników ma po ciemnej plamce w środkowej części brzegów przedplecza.
Chrząszcze dorosłe osiągają długość 1–1,5 cm. Ciało, łącznie z pokrywami, miękkie i słabo nasycone chityną. Drapieżny, zjada mszyce oraz inne drobne owady. Zdolny do lotu. Aktywny w dzień. Można go łatwo spotkać od maja do czerwca, często podczas aktu płciowego.
Larwy ok. 2 cm długości, czarne, z rzadka pokryte odstającymi włoskami, żyją na powierzchni ziemi, gdzie odżywiają się larwami owadów i ślimakami. Są odporne na chłód, więc przejawiają aktywność już wczesną wiosną, a nawet w zimie przy dłużej trwających okresach odwilży. Łatwo je można dostrzec na resztkach śniegu. Przepoczwarczają się wiosną, płytko pod ziemią.